# 東沢バラ公園
東沢バラ公園（ひがしざわバラこうえん）は、山形県村山市にある植物園。

## 概要

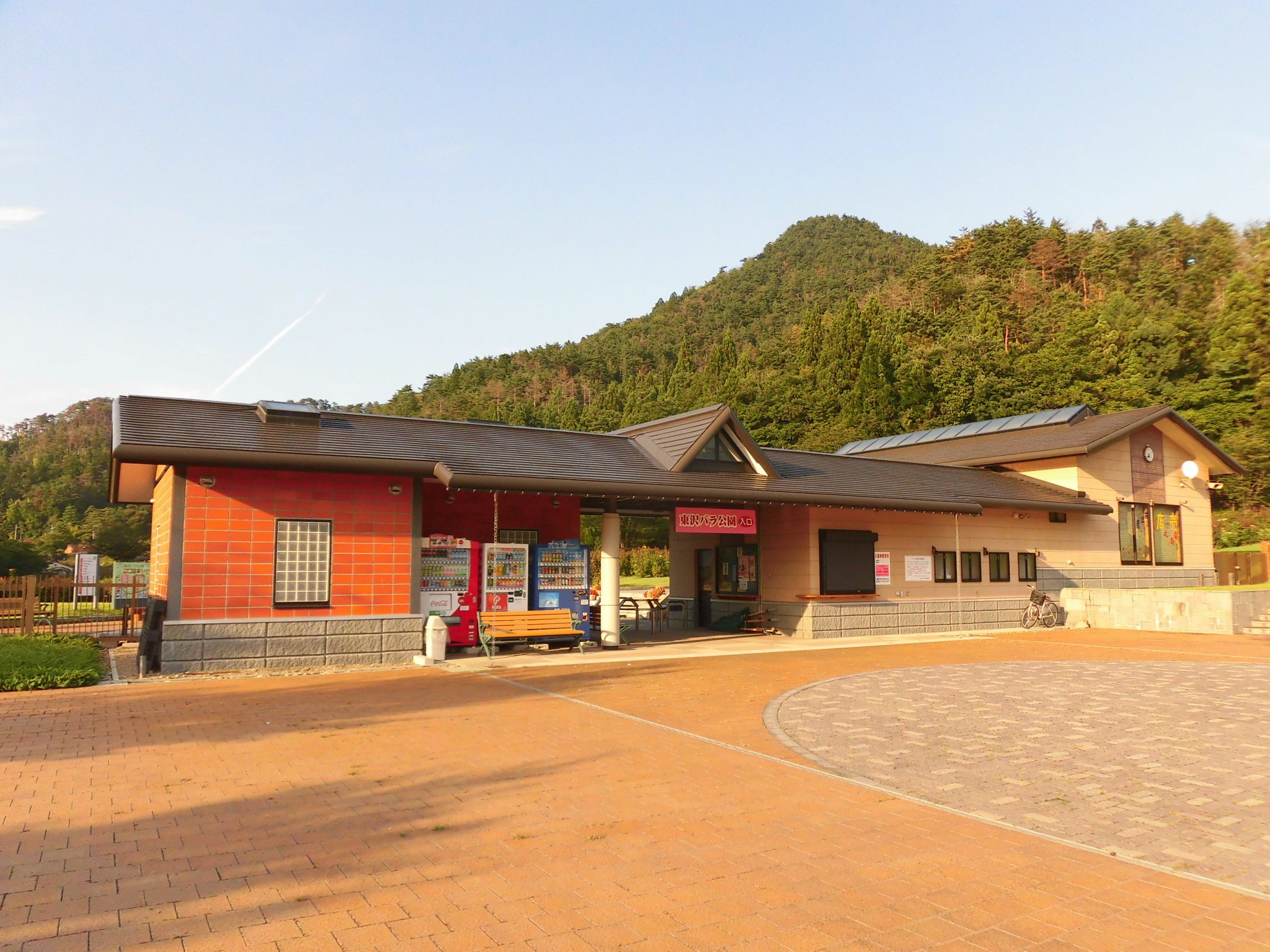
園内入口

1956年（昭和31年）、公園東側の山地を造成。そこに700品種、およそ2万株のバラが植えられている。規模は7ヘクタールで東日本一を誇る。2001年（平成13年）10月に環境省から「かおり風景100選」に認定される。全国のバラ園で唯一の認定。2002年（平成14年）にグランドオープン。村山市のオリジナルのバラ「むらやま」、平和の象徴「ピース」、「バイオレット」などが代表的。見頃は6月上旬から9月下旬。最盛期には毎年バラまつりが行われる。

## 利用時間
- 8:30〜18:30（年中無休）

## 料金
バラまつり期間以外は無料。
バラまつり期間中のみ有料となる。
- 個人
  - 大人600円 小中学生300円
- 団体(15人以上)
  - 大人500円 小中学生200円